# 겨드랑이
겨드랑이는 인간의 팔과 어깨를 연결하는 부분의 아래에 위치하는 부분이다. 여기에는 팔과 흉곽 사이의 견갑대 내의 해부학적 공간인 겨드랑이 공간이 포함되며, 위쪽으로 첫 번째 갈비뼈, 쇄골 및 견갑골(위는 목의 일부로 간주됨)의 위쪽 경계 사이의 가상 평면으로 경계가 지정된다. 내측으로는 전거근과 흉요추 근막이 있고, 앞쪽은 가슴 근육이 있고, 뒤쪽은 견갑하근, 대원근, 광배근이 있다.
옆겨드랑이를 덮고 있는 부드러운 피부에는 많은 털과 땀샘이 있다. 인간의 체취 형성은 주로 겨드랑이에서 발생한다. 일부에서는 이러한 냄새 물질이 짝 선택과 관련된 역할을 하는 페로몬 역할을 한다고 제안했지만, 이는 과학계 내에서 논란의 여지가 있는 주제이다. 겨드랑이는 음부보다 체취를 방출하는 데 더 중요한 것으로 보이며 이는 인간의 두발 보행과 관련이 있을 수 있다.

## 액모
액모는 보통 사춘기의 남성과 여성에게 자란다. 현대 서양에서는 남성은 이것을 계속 놔두지만, 대부분의 여성들이 미학적인 이유 때문에 액모를 제거한다.

## 액취
겨드랑이에서 나는 냄새를 뜻한다. 액취의 원인은 아포크린샘에서 나는 땀이 피부 세균과 결합해서 지방산과 암모니아를 분출하기 때문이다.

## 같이 보기
- 액취증